# KBCグループホールディングス
KBCグループホールディングス株式会社（ケイビーシーグループホールディングス、英: KBC GROUP HOLDINGS CO.,LTD.）は、福岡県福岡市中央区に本社を置く、日本の認定放送持株会社。2023年4月1日をもって、持株会社化に伴い九州朝日放送（KBC）から社名変更。

## 経緯
前身にあたる九州朝日放送は1954年（昭和29年）に福岡県久留米市においてラジオ放送（KBCラジオ）を開始し、1959年（昭和34年）にテレビ放送を開始した。ラジオ部門は文化放送（QR）とニッポン放送（LF）をキー局とする全国ラジオネットワーク（NRN）に、テレビ部門はテレビ朝日（EX）をキー局とするオールニッポン・ニュースネットワーク（ANN）にそれぞれ加盟し、ANNの九州・沖縄地方の基幹局でもある。
こうした中で、九州朝日放送が策定した2018年（平成30年）- 2022年（令和4年）の中期経営計画において、九州朝日放送のありたい姿を「地域とともにあるナンバーワンメディア」を、ミッションとして「地域の人びとに価値ある情報コンテンツを届け続けること」をそれぞれ掲げてきた。
しかし、メディアを取り巻く環境は大きな変化を継続しており、九州朝日放送では、2018年（平成30年）から5年間にわたって役員会を中心に「将来にわたって地域から必要とされるメディア」として、企業としてどうあるべきかを検討した結果、従来の放送局としての歩みを踏まえながら、新時代にグループ一体で、しかも「柔軟に対応できる経営システムが必要」という結論となった。
これによって、これまで掲げてきた「地域ナンバーワンメディア」から「放送+αの力で地域の魅力や価値を最大化」させる「地域をプロデュースするメディアグループ」への進化を図る。
2023年（令和5年）3月9日をもって、総務省は電波監理審議会に諮問して、「諮問のとおり認定することが適当である」という答申を受け、正式に2023年（令和5年）4月1日をもって認定放送持株会社の認定を行うと共に、これまでの九州朝日放送が持っていた「免許人の地位」を新しく設立される九州朝日放送に承継されることになった。それにより全国で11番目、福岡県内の民間放送局で放送持株会社はRKB毎日ホールディングスに続いて2番目となり、テレビ朝日系列ではテレビ朝日ホールディングス、朝日放送グループホールディングスに続いて3番目になった。なおテレビ・ラジオを分社化した朝日放送グループホールディングスとは異なり、同じ福岡県内のRKB毎日ホールディングスと同様にテレビ放送事業とラジオの放送事業をは分離せずラジオ・テレビ兼営局を継続する。
2023年（令和5年）4月1日をもって、これまでの九州朝日放送が『KBCグループホールディングス』に社名を変更し、新しい体制での『KBCグループ』が誕生した。同年4月3日に新しく発足したKBCグループの発足式で、挨拶に立ったKBCグループホールディングス社長の森山二朗は全てのグループ社員に対し「「『放送ファースト』」の発想から抜け出しましょう。これまでは最初に放送があり、グループ全体もそこを起点に考えてきました。しかし、メディア環境が激変するなか、従来のやり方を守るだけでは時代を乗り切れません。放送がグループの柱であることはこれからも確かです。が、新たな挑戦にあたっては、必ずしも放送にとらわれない発想からのスタートが必要です。各社が事業の種を蒔き、グループ全体のチカラで広げていく。そうした取り組みが、我々がめざす「地域プロデュース集団」実現のスピードにつながります」と、「挑戦することの重要性」を説いた。
同時に、KBCグループのブランドコンセプトを『つくろう、ユニークな未来。』と定めた。これは、これまでの九州朝日放送が行ってきた、博多祇園山笠の「追い山」のテレビ中継や男子プロゴルフツアーの「KBCオーガスタ」の主催と全国ネット中継、「NAKASU JAZZ」というイベントの共催に携わっており、2022年（令和4年）は、生まれ変わった「福岡国際マラソン」の放送主管を務めたりするなど、「地域とともに街の誇り」を紡いできた。これを基に今後も福岡県と佐賀県が「魅力あふれる地域」で在り続けるために、様々な人を巻き込んで、「自治体・地元企業・団体・住民等」と連携して、多数の事業を展開していくことによって、「地域プロデュース企業集団」に昇華していくことに伴って、今回のKBCグループのブランドコンセプトをKBCグループの各社の若手メンバーを中心にして策定したものである。
この『つくろう、ユニークな未来。』には、KBCグループのDNAである「つくる」に「地域のみなさまと一緒に」という視点を加え、「ともに地域の未来を作っていきたい」という意味を込めた。また、わたしたちKBCグループが「地域をプロデュースする」ことで、KBCグループの地元である「福岡のユニークさ（独自性）」をさらに伸長させるという宣言でもある。「地域のあしたを、豊かに、元気に。」という思いを胸にして、これまでの放送の枠にとどまらず、さまざまな分野で多くの挑戦を継続して、地域が持っている魅力や価値を「ユニークなもの」に最大化させていく。これに伴って、九州朝日放送を含むグループ各社のロゴも2023年（令和5年）4月4日をもって、一新した。

## 資本構成

### 2023年3月31日
出典: 
| 資本金      | 1株    | 発行済株式総数 | 株主数 |
| ----------- | ------ | -------------- | ------ |
| 3億8000万円 | 1000円 | 380,000株      | 415    |

| 株主                             | 株式数   | 比率   |
| -------------------------------- | -------- | ------ |
| 朝日新聞社                       | 72,973株 | 19.20% |
| 九州朝日放送従業員持株会         | 25,110株 | 06.61% |
| 昭和自動車                       | 19,050株 | 05.01% |
| テレビ朝日ホールディングス       | 15,200株 | 04.00% |
| 東映                             | 15,000株 | 03.95% |
| 三井住友銀行                     | 13,150株 | 03.46% |
| 西日本シティ銀行                 | 11,890株 | 03.13% |
| 朝日放送グループホールディングス | 10,000株 | 02.63% |
| 福岡銀行                         | 07,900株 | 02.08% |
| 電通グループ                     | 07,810株 | 02.06% |

### 過去の資本構成
企業・団体の名称、個人の肩書は当時のもの。出典：

## 関連会社
連結子会社
- 九州朝日放送株式会社
- 株式会社KBC MoooV
- ケイビーシー開発株式会社
- 株式会社KBC UNIE

非連結子会社
- 株式会社Glocal K